# Dominique Monami
Dominique Monami (Verviers, Bélgica, 31 de mayo de 1973) es una extenista belga, que llegó a ser Top 10 del ranking de la WTA.
En 1995, tras su matrimonio con su entrenador Bart van Roost, jugó con el nombre de Dominique van Roost, hasta su divorcio en 2003, tras lo que volvió a usar su nombre original.